# Haemobaphes pannosus
Haemobaphes pannosus is een eenoogkreeftjessoort uit de familie van de Pennellidae. De wetenschappelijke naam van de soort is voor het eerst geldig gepubliceerd in 1979 door Kabata.